# الحياة السياسية والاقتصادية والاجتماعية في الاردن 1960 – 1970

## الاوضاع في الأردن في العقد الخمسيني
كانت الأعوام من 1950 إلى 1959 أعوام عاصفه لا تقل سخونة عن العقد الذي سبقه حيث شهد العهد الأربعيني استقلال الأردن وتحولها من إمارة شرق الأردن (1) إلى
المملكة الأردنية الهاشمية
.
وكان العهد الخمسيني شاهد على تحولات عظيمة في التاريخ الأردني، فقد تعرضت الأردن إلى هجوم عنيف من قبل بعض الدول العربية (مصر وسوريا)، وقد شهدت القوات المسلحة في حركة من قبل الضباط للإطاحة ب كلوب باشا (2) وكان الملك الحسين غير متفاهم مسبقاً معه حول دور الضباط الأردنيين في الجيش والإستراتيجيات الدفاعيه ضد إسرائيل، مما ادى إلى إصدار الملك الحسين قرار بطرده من المملكة ونقله مشهور حديثه جازيه (3) إلى المطار.(4)
وقد شهدت تلك الفترة وصول الإشتراكيين إلى دائرة صنع القرار عام 1956.
وقد نجح سليمان النابلسي بالوصول إلى رئاسة الوزراء رغم خسارته في دائرته لكن لأن حزبه كان الأغلبية أصبح الرئيس.
وفي بداية الأمر كانت الأمور تسير بشكل طبيعي لكن هذا لم يدم فقد تقربت هذه الحركة إلى جمال عبد الناصر العدو اللدود إلى الأردن والملك الحسين وقد بدأت تحركاتهم للمحاولة إلى السيطرة على الأردن والتخلص من الهاشميين.(5)
وقد قامت تلك الحركة بإدخال الكثير من الأموال إلى الأردن لكي يشترو ذمم بعض الضباط ولقد قوي نفوذهم إلى الحد الذي استدعى تعامل حازم معهم.(6)
وقد أكد الملك الحسين انه لم يسمح للحرب الباردة بالوصول إلى الأردن وأن تكون مكان للنزاع المعسكرين الشيوعي والرأس مالي.
لكن حدثت حادثه الزرقاء المؤسفه واستطاع الحسين بشجاعته وذكائه وبفضل ولاء المخلصين له أن يكسبها لصالح الأردن وفشلت محاولة قائد الجيش علي أبو نوار(7)، ولكن الأمور لم تنتهي إلى هنا (8)

حيث وصل التهديد الشيوعي إلى تهديدهم بتدمير المقدسات في الأردن، وقد أبدى ذلك ان الحاجة لحسم الموقف، وقد تم تعيين حابس المجالي (١) قائد للجيش (٢).
وقد تشكلت حكومة جديدة برئاسة إبراهيم هاشم (3) وفي الرابع عشر من فبراير 1958 أعلنت الأردن والعراق عن اتحاد مشترك بينهم لكنه لم يدم بسبب اغتيال الملك فيصل في العراق.(4)
وقد أعلنت الأحكام العرفيه في البلاد ووضعت القوات المسلحة على أهمية الإستعداد بصورة مؤقته، وتم حظر الأحزاب السياسية.(5)

## الأحداث السياسيه في العقد الستيني

### الاغتيالات
تعرض الملك الحسين إلى محاولات كثيره للاغتيال فشلت جميعها، وبعد فشلها لجأ السوريين والمصريين إلى اغتيال رجال الملك، ف في التاسع والعشرين من آب عام 1960 حصل تفجير في مكتب رئيس الوزراء هزاع المجالي (1) أدى إلى استشهاده.
وكانت خطتهم تراهن على أن الملك الحسين سوف يأتي إلى الموقع ليشهد أثر الإنفجار فوضعوا مسبقاً جهاز آخر ليتفجر بعد ساعة من الإنفجار الأول، وبالفعل كان الملك الحسين ذاهباً إلى مكان الإنفجار، ولكن قائد الجيش ابن عمر هزاع حابس المجالي اقنع الحسين بعدم الذهاب إلى الموقع وبعد مرور أقل من ساعة حصل الأنفجار الثاني الذي كان فيه المزيد من الأبرياء من بينهم أطفال وشيوخ.(2)
وقد أعلنت إذاعة صوت العرب (3) نبأ مقتل هزاع المجالي (عميل الاستعمار) كما وصفته، وقد تم تعيين بهجت التلهوني رئيساً للوزراء. (4)
وبعدها تعرض الحسين إلى محاولة أخرى عن طريق مادة كيميائية وضعت في الدواء له ومحاولة أخرى لتسميمه وأيضاً حتى عند مروره من فوق سوريا بالطائرة. (5)
وكان الملك الحسين لا يريد إدخال الأمم المتحدة بالوضع العربي لكنه أجبر على ذلك بعد اغتيال هزاع المجالي حيث وصلت الأمور إلى ذروتها وقد القى الحسين خطاب في الثالث من تشرين الأول 1960 في الجمعية العامة للأمم المتحدة، وقد كان جريء وواثق من نفسه حيث أكد انه لن يتخلى عن قيم الحرية والديمقراطية وأن الأردن لن تستسلم للضغوطات الشيوعية رغم ضغوطات الجمهورية العربية المتحده، وكان الحسين يرى أن الشيوعية لن تستمر في الوطن العربي (وبالفعل تحقق ذلك) وقد أشار الحسين إلى حادثة قتل هزاع المجالي برفقة 11 آخرين من بينهم طفل. (6)

### العلاقات الأردنية بعد انفصال سوريا عن الجمهورية العربية
ابلغ وزير الخارجية السوري الأمم المتحدة الثامن من تشرين الأول عام 1961 عن انفصال سوريا عن مصر مما أدى إلى حصول مجموعة من العلاقات الدبلوماسية مع سوريا إلا أنها كانت محدوده.
وحصل أيضاً تقارب أردني سعودي في آب 1962، حيث ابتعدت السعودية عن مصر واقتربت من الأردن بقيادة الملك سعود (7).

وقد نشبت حرب اليمن (1) وكانت الأردن والسعودية في خندق واحد في مواجهة مصر.
وقد أدت هذه الحرب إلى نتائج كارثية على الجيش المصري واقتصاد الدولة، حيث سنشاهد ذلك في حرب 1967.
وفي كانون الثاني عام 1966 استقبل الملك الحسين ملك السعودية فيصل الذي كان يدعم الشرعية في اليمن ضد الغزاة المصريين مما أثار غضب جمال عبد الناصر وسوريا. (2)

### صعود التيارات الشيوعية الفلسطينيه ودعم عبد الناصر لها
في الأشهر الأولى عام 1965 بدأ في الظهور تيار فلسطيني جديد بقيادة شخصية غير معروفه في حينها وأخذ يتعاظم شأنه تدريجياً وهو ياسر عرفات. (3)
وفي نفس هذا العام زادت حالات التسلل إلى الأراضي الفلسطينية المحتلة التي تسيطر عليها إسرائيل، وفي 25 أيار من نفس العام تسلل الفدائيون مرة أخرى إلى الأراضي المحتلة وقامو بعملية قُتل فيها مدنيين منهم طفلان، ولم يتأخر رد جيش الاحتلال حيث قامو بهجوم وحشي بعد يومين على مدينتي جنين وقليقلة.(4)
وقد قال الحسين «كنا في نزاع مكشوف في مصر وسوريا حول منظمة التحرير الفلسطيني.. عبد الناصر يريد أن يستلزم أن يفعل الفلسطينيون عندنا تماما ما لم يسمح بأتيانه عنده لأنه كان يمنع غارات الفدائيين الفلسطينيين على إسرائيل انطلاقاً من قطاع غزة الذي كان تحت إدارته»
وكان الملك الحسين يتعرض للهجوم أيضاً من الاتحاد الإسرائيلي ويتهمه بالتواطئ مع إسرائيل.(5)

## حرب 1967

### ارهاصات الحرب
في الخامس عشر من أيار عام 1967 قرر عبد الناصر وضع القوات المسلحة المصرية في حالة إنذار وأمر بإجراء مناورات عسكرية ضخمه في سيناء وقام ببعض القرارات دلت على أن الحرب اقتربت فقام مثلا بإغلاق مضيق تيران.(1)
عقد مجلس النواب في 20 أيار جلسة سريه استمع فيها إلى بيان من رئيس الوزراء بسبب الأوضاع العسكرية الراهنه وعن الإجراءات التي تتخذها الحكومة للإستعداد للحرب، واصدر قاسم الريماوي بياناً أعلن فيه تأييده للحكومة في جميع الإجراءات اللازمة لصد القوات الصهيونية.(2)
وفي الرابع عشر من أيار صرح سعد جمعة رئيس مجلس الوزراء بأن الأردن دفعت القوات المسلحة في حالة طوارئ تحسباً لأي عمل إسرائيلي وأكد وقوف المملكة مع اشقائها (سوريا، ومصر) في أي عدوان يتعرضون له. (3)
وفي التاسع والعشرين من أيار أصدر بيان رسمي للراغبين بالانضمام والتطوع إلى القوات المسلحة مراجعة مراكز التعبئة من أجل الحرب المقبلة، وفي الثلاثين من أيار رمى الحسين كل خلافاته مع عبد الناصر جانباً وذهب إلى القاهرة ووقع مع عبد الناصر إتفاقية دفاع مشترك وكان هذا التوقيع لأن الملك علم التوحد قبل المواجهة. (4)
وقد حمد الحسين الله في خطابه بعد الإتفاق وأكد الملك على دعم الأردنيين لأعوانهم العرب في الحرب.
ورد عبد الناصر أنه رغم الخلافات فإن الموقف يحتم علينا التوحد.
وقد أشار أن الأمة في مواجهة تحدي كبير وهو إسرائيل ومن ورائها وأكد أن الجيش اللبناني والسوري على الحدود مستعدين. (5)
كانت الخطوات تحدث سريعاً والأحداث في تطور لكن كان هناك عيوب كبيرة للخطوات العربية وهي:
1 _ أن العرب لم يكونو مستعدين للحرب.
2_ لم يكن يوجد تنسيق فعال أو تعاون بين العرب. (6)
3_ الأوضاع الداخلية في مصر، حيث كانت مصر خارجه من حرب كارثية خربت فيها الكثير. (7)
4_ العلاقات السيئة بين الأردن ومصر وسوريا
5_ ظهور عيوب واضحه في الطيران العربي في الاشتباك السوري _ الإسرائيلي
في أوائل نيسان 1967 حيث هزمت المقاتلات الأسرائيلة السورية بسهولة معاً أثار خوف وقلق الأردن. (8)
6_ تخلي الدول الغنية عن تقديم المساعدات المتفق عليها لمساندة الدول المجابهة. (9)

### بداية الحرب
ضمن الإتفاقيه التي وقعها الملك الحسين مع عبد الناصر التي تضمنت أن يكون القائد العام للقوات المسلحة المصرية قائد العمليتين في البلدين.
وكان محمود فوزي هو القائد وتم تعيين عبد المنعم رياض قائد للجبهة الشرقيه التي تتضمن الأردن وسوريا، وقد وافق الحسين على دخول قوات من مصر وسوريا والسعودية والعراق، وقد أصبحت الحرب أمر واقع لا مهرب منه. (1)
وقد قسمت الجبهة الأردنية إلى جبهتين هما:

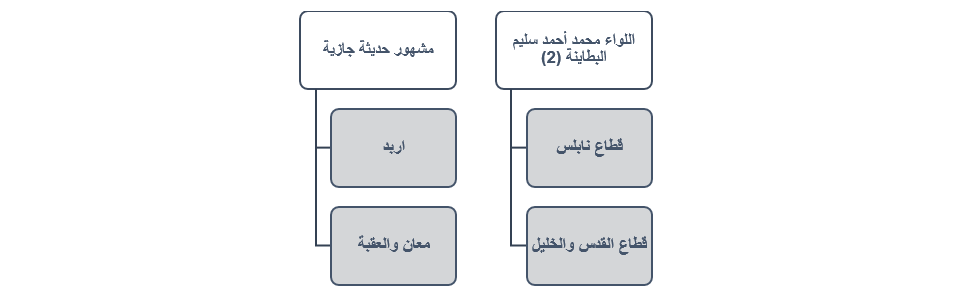

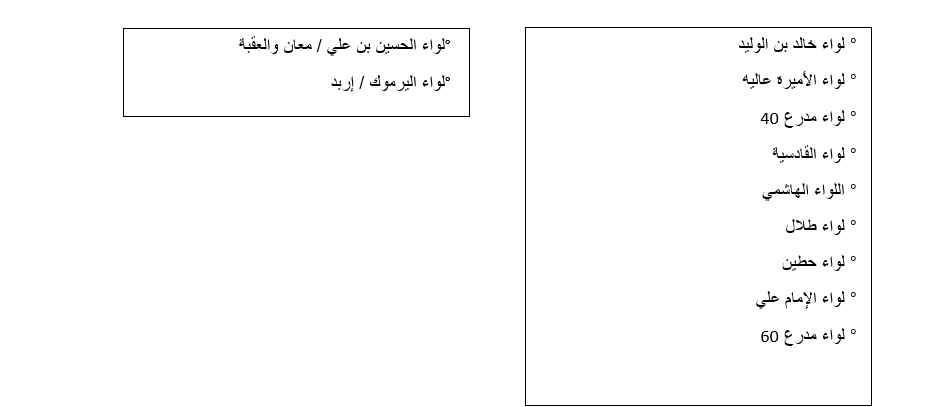

وكانت إمكانيات القوات المسلحة الأردنية كما يلي:
الألوية 10
المدافع 263
الدبابات 288
الناقلات المدرعة 210
مدافع مضادة للطائرات 143
طائرات مقاتلة 21
القوات البشرية 55000
أما إسرائيل فكانت متفوقه عسكرياً بشكل مذهل حيث كانت:
القوات البشرية 300000
الألوية 25
المدافع 200
الدبابات 1000
ناقلة المدرعة 1500
صواريخ أرض جو 50
مدافع مضادة للطائرات 550
طائرات مقاتله 286
قامت إسرائيل أثر ذلك بإعداد التعبئة وقسمت إلى ثلاث مناطق:
1- الشمالية
2- الوسطى
3- الجنوبية ومن أسباب خوض المعركة من الجانب الأردني:
1- أن الحسين لا يستطيع الوقوف مكتوف الأيدي إذا هاجمت إسرائيل العرب.
2- احتمالية حدوث مشاكل كبيرة وفي الساحل الأردني في حال عدم خوض الحرب. (1)

وقد اذاعت القاهرة في الثامنة من صباح الأثنين 25 حزيران 1967 أنباء هجوم إسرائيلي على مصر، عندها أصبحت قيادة القوات لمصر، وكان الهجوم الصهيوني ناجح حيث نجح في تدمير سلاح الجو المصري، وقد أعلنت الأردن أن إسرائيل فتحت النار عليها.
ولسنا هنا في صدد الحديث عن تفاصيل الحرب وإنما عن آثارها، حيث إستطاع الجيش الإسرائيلي احتلال الضفة الغربية وقطاع غزة وسيناء بأكملها واراضي الجولان، لقد كانت كارثة للعرب بكل معنى الكلمة.
وصدر الأمر بانسحاب القوات الأردنية من الضفة الغربية وقد قاتلوا بشجاعة بالغه اعترف فيها عبد الناصر نفسه للحسين.
من أسباب الهزيمة بالنسبة للأردن:
1- الجبهة الواسعة للقوات الأردنية التي يزيد طولها عن جبهة سيناء بضعفين وعن جبهة الجولان بعدة أضعاف.
2- عدم تكافئ الحرب والفرق الكبير في التجهيز والتسليح والعدد
3- عدم وجود غطائ جوي حيث اعتمدت الأردن على مصر
4- عدم وصول القوات العربية في الوقت المناسب
5- تضارب وجهات نظر القادة.
ومن أخطاء الحرب، طريقة إستدعاء الجنود الاحتياط حيث لم تكن مدروسه ولم يسبق الإستعانه بالإحتياط إلا عام 1956.
وبعد أيام من الحرب قدم عبد الحميد شرف وزير الإعلام استقالة وصفي التل من منصبه كرئيس للديوان الملكي وفي واحد آب قدم سعد جمعة استقالته لكن الملك أمره بتشكيل حكومة جديدة وقام الملك بإنشاء لجنة للمساعدة في حل المشاكل الداخلية والخارجية وقد تضمنت:
1- سعد جمعة
2- وصفي التل
3- سليمان النابلسي
4- بهجت التلهوني
5- حسين بن ناصر
6- حابس المجالي
واستمرت حكومة سعد جمعة أشهر قليلة ثم اقيلت.

ومن نتائج ذلك بلغ عدد النازحين 354 الف في حياة غير مستقرة وصعبة، وقد صدر قرار من مجلس الأمن الدولي رقم 237 بشأن عودة النازحين وقد أيدت الأردن ذلك وقد دعى لها أيضاً أحمد الشقيري. (1)

### معركة الكرامة
```
حدثت في الواحد والعشرين من آذار عام 1968 بين الجيش الأردني والجيش الإسرائيلي حيث ضنت إسرائيل أن الأردن لن تستطيع فعل شي بعد هزيمة 1967 ولكنهم تفاجئوا بالرد الأردني عليهم وتحقيق الأردن إنتصار عظيم على الصهاينة.
```

وقد اشتركت الفصائل الفدائية مع الأردن في هذه المعركة.(2)

### الخلاف بين الفصائل الفلسطينية والأردن
زاد تمرد الفصائل الفلسطينية رغم الإتفاقيات السابقه بين الجانبين، لكن كالعادة الأفراد لم يكونو يلتزمون بقرارات القادة وقد رفعت في تلك الفترة شعارات معاديه للأردن وقيادته.
ومن عيوب تلك الإتفاقيات أن الإتفاق مع بعض الأحزاب لم يكن ملزم للأحزاب والجماعات الأخرى.
وقد كان هناك بعض الفصائل الفلسطينية متطرفه لأبعد الحدود حيث الجبهة الشعبية لتحرير فلسطين بقيادة جورج حبش والجبهة الديمقراطية الشعبية بقيادة نايف الحواتمه وقد نادوا بشكل صريح وعلني بأن «قبل تحرير فلسطين ينبغي تحرير عمان».
وقد تعرضت زوجة الملك لمضايقة حيث تم إيقاف سيارتها في عمان وأطلق سراحها حرس الملك وقام الملك بزيارة لعبد الناصر في شباط 1970 وباحته بالموقف الداخلي في البلاد وقد نصحه سراً أن يتخذ بعض العزم معهم لكنه لم يعلن ذلك خوفاً على شعبيته.
وقد أتخد الكيلاني (وزير الداخلية) قرار بمنع حمل الأسلحة مما اعتبرها الفصائل الفلسطينية تهديد لهم وقد وضح الكيلاني انه لم يقصد ذلك وإنما أراد مزيد من التنظيم والتنسيق، وبمبادرة حسن نية استقال الكيلاني، واعتبرها الفصائل انتصار لهم وحدث هدوء جزئي.
لكن حصل شيء مؤسف بعدها حيث تم إطلاق النار على دائرة المخابرات العامة من قبل الفدائيين، وحصل تبادل إطلاق النار، وقد نفت الفصائل الفلسطينية أن لها يد في هذه المؤامرة وكان كل طرف يلقي الخطأ على الطرف الآخر، حتى أبناء العشائر بدء صبرهم ينفذ، وانتشرت شائعات بأن الحسين أمر بمحاصرة بعض المخيمات حيث سقط مئات القتلى والجرحى، ومن باب الإنتقام فقد قامت الجبهة الشعبية لتحرير فلسطين بمحاصرة فندق في عمان واحتجزت 58 مواطن اجنبي حتى إيقاف اطلاق النار. (1)

في العاشر من حزيران تم إيقاف إطلاق النار ولكن ولكن لم يستمر إلا فترة قصيرة حيث طالب الفدائيين بإقالة 4 شخصيات منهم الشريف ناصر وزيد بن شاكر، وكان هذا الطلب مرفوض من الجانب الأردني وحدثت حادثة مقتل شقيق زيد بن شاكر حيث اشتعلت الأمور.
وقد قرر الحسين إقالة زيد بن شاكر من قيادة الجيش وتم تعيين مشهور حديثة، وقد وجه الحسين الشريف ناصر إلى مغادرة البلاد إلى حين هدوء الأوضاع وتم تعيين عبد المنعم الرفاعي في السادس والعشرين من حزيران رئيساً للوزراء.
وفي اليوم التالي اتت لجنة رسمية من الجزائر وتونس وليبيا ومصر وحصل إتفاق بين الأردن والفصائل الفلسطينية.
وقد ذهب الحسين في الأول من ايلول إلى المطار لإستقبال ابنه وتعرض لإطلاق النار، وبعد خمس أيام اشتعلت الأمور بشكل أكبر وقامت الفصائل يخطف طائرتين الأولى أمريكية، والثانية سويسريه وكانت تقل 310 من بينهم 120 امرأة وطفل وقد نسبت هذه الحادثة إلى وديع حداد الرجل الثاني في الجبهة الشعبية حيث كان جورج حبش في كوريا الشمالية، وفي التاسع من أيلول خطفت طائرة بيرطانية على متنها 115 وكانت تطالب بالإفراج عن المعتقلين بالمقابل.
كان ياسر عرفات ضد هذه الأفعال بالإضافة إلى باقي الأقطار العربية، وتم إعادة المختطفين ما عدا 54 شخص تم توزيعها وقد فشل ياسر عرفات في تهدئة الأوضاع.
بعدها أعلنت محطة عمان تشكيل حكومة جديدة (عسكرية) وعيّن حابس المجالي مكان مشهور حديثه في قيادة الجيش، وقد حصلت محاولة عربية لإصلاح الموقف لكنها فشلت.
وقد حدثت الكارثة واشتدت التصادمات بين الجيش والفدائيين وكان الفلسطينيون منتصرين على الورق والجيش في الميدان ولكن الخاسر الحقيقي الشعبين الأردني والفلسطيني الذين نهبوا منهم مئات القتلى وكانوا حسب حابس المجالي 1300 وقد قضي على المقاومة تدريجياً وبدأت الفصائل الفلسطينية بمغاردة المدن الرئيسية عمان وإربد وعجلون وجرش.

## الحياة السياسية في الأردن

### الحكومات الأردنية
توالت على المملكة الأردنية الهاشمية منذ السادس من مايو عام 1959 إلى الثامن والعشرين من نوفمر عام 1971، 21 حكومة وكان عدد من ترئسوا الحكومة في هذه الحقبة تسعة وهم:
1- هزاع المجالي
2- بهجت التلهوني
3- وصفي التل
4- سمير الرفاعي
5- حسين بن ناصر
6- سعد جمعة
7- عبد المنعم الرفاعي
8- محمد داوود العباسي
9- أحمد طوقان
ويلاحظ أن عدد الوزراء في الحكومة الأردنية الحادية والأربعين التي كانت برئاسة هزاع المجالي والتي استمرت من 1959 إلى يوم قتلة في التاسع والعشرين من آب 1960، كان 9 وزراء من بينهم الشيخ الشنقيطي وزير التربية والتعليم وعاكف الفايز وزير الزراعة. (1)
وارتفع عدد الوزراء في حكومة بهجت التلهوني التي استمرت من 29 آب 1960 إلى 28 يناير 1962 إلى 12 وزير، وقد أصبح الشيخ... قاضي للقضاة بالإضافة إلى وزارة التربية والتعليم وأصبح عاكف الفايز وزيراً للدفاع. (2)
وفي الحكومة الرابعة والأربعين تولى وصفي التل رئاسة الوزراء وكان عدد الوزراء 12 وفي الحكومة اللاحقه التي كانت برئاسة وصفي التل أيضاً 13 وزيراً، وقد عين عبد الوهاب المجالي وزيراً للاقتصاد في الحكومة الأولى وفي الثانية عين وزير التربية والتعليم ووزير الدولة لشؤون المرأة والشيخ إبراهيم القطان في الحكومتين. (3)

وفي السابع والعشرين من مارس 1963 عيّن سمير الرفاعي رئيس الوزراء لمدة 25 يوم فقط. (1)
وتولى رئاسة حكومتي السابع والأربعين والثامن والأربعين الشريف الحسين بن ناصر، وقد استمرت الحكومة الأولى شهران وأحد عشر يوماً، والثانية أحد عشر شهراً وسبعة وعشرون يوماً، وكان عدد الحكومة الأولى 8 وزراء والثانية 13 وزيرا فقط، منهم أمين الحسيني وزير الشؤون الاجتماعية والعمل وصالح المجالي وزير الداخلية وسعيد المفتي نائب رئيس الوزراء. (2)
وقد ترأس بهجت التلهوني الحكومة من 6 يوليو 1964 إلى 14 فبراير 1965 وقد استمرت 7 أشهر و8 أيام، واستمر أمين يونس الحسيني في وزارته وعيّن عادل الشمايلة وزيراً للاقتصاد وكان عدد الوزراء في هذه الحكومة 14. (3)
وقد ترأس وصفي التل الحكومة للمرة الثالثة في الثالث عشر من فبراير عام 1946 وكانت الحكومة الخمسون، وقد استمرت لمدة سنة و10 أشهر و9 أيام حتى الثاني والعشرين من ديسمر عام 1966، وقد احتوت الوزارة على 16 وزير وقد ترأس ووارة الداخلية ووزير الدولة لشؤون رئاسة الوزراء عبد الوهاب المجالي، وكان فضل * وزير للمواصلات.
وقد نقص عدد الوزراء في الحكومة ال 51 التي كانت برئاسته أيضا، حيث أصبح العدد 13 وزير فقط واستمرت حتى السابع من أكتوبر عام 1967. (4)
وتولى حسين بن ناصر حكومة قصيرة المدة (شهر و19 يوم) فقط واحتوت على 9 وزراء فقط واستمرت حتى الثالث والعشرين من أبريل. (5)
وترأس الحكومة من بعده سعد جمعة الذي استمر في حكومتي الثالثه والخمسون والرابعة والخمسون حتى السابع من أكتوبر 1967. (6)
وتولى من بعده بهجت التلهوني حتى الرابع والعشرين من مارس 1969 واحتوت حكومته على 18 وزير منهم عبد المنعم الرفاعي الذي كان وزير الدولة للشؤون الخارجية واستمرت حكومته سنة و5 أشهر و7 أيام. (7)
وتولى على رئاسة الحكومة من الرابع والعشرين من مارس 1969 حتى الثامن والعشرين من نوفمبر 1971 سبع حكومات وهي حكومة عبد المنعم الرفاعي وحكومتين لبهجت التلهوني، ثم عاد عبد المنعم الرفاعي ثم أتت حكومة عسكرية لمدة 10 أيام برئاسة محمد داوود العباسي، ثم تولى أحمد طوقان لمدة شهر ويومين، ثم حكومة وصفي التل، استمر في حكومته لمدة سنة وشهر حتى إستشهادة في القاهرة رحمة الله.
أما الحياة النيابية في الأردن فقد ترأس المجلس في هذه الحقبة مصطفى العواملة وصلاح طوقان وعاكف الفايز وقاسم الريماوي، أما مجلس الأعيان فقد تولاه في هذه الحقبة سعيد آل المفتي وسمير الرفاعي. (8)

### وصفي التل وأثاره
اسمه صالح وصفي مصطفى وهبي التل (1)، ولد في إربد عام 1920، وابوه مصطفى وهبي التل، وهو شاعر معروف في إربد، غادرها وهو في العشرين من عمره إلى تركيا لكي يدرس في إسطنبول لكنه استقر عند عمه نيازي التل الذي كان قائم مقام في عربكير الكردية وفي الخامس والعشرين من عمره 1918 تزوج عرار من شقيقة زوجة عمه منيفه إبراهيم بابان، وقد غادر عائداً إلى إربد في السابع من نيسان عام 1919،
وقد ولد وصفي التل في غياب والده وعاش الخمس سنوات الأولى من عمره في كتف والدته، وفي عام 1925 غادرت أم وصفي إلى إربد ودخل وصفي المدرسة.(2)
وقد أرسل عرار إلى ابنه وصفي التل رسالة ينصحه أن يقلده في الأمور المفيده «فإن أردت أن تقلدني فالفرصة الذهبيه أمامك، فعندما كنت في عمرك كنت أقود المظاهرات في دمشق وألغقت المدارس والمعاهد انتصارا لقضاية الوطن والأمة، وها هي الأمة تعيش الآن حالات الذل والإهانة على يد المستعمرين، فكن يا وصفي عند مستوى هذه الأمه»
يظهر في هذا الخطاب دعم الأب لأبنه لكي ينخرط في هموم الأمه. (3)
وقد كان عرار يرفع شعار «الأردن للأردنيين» رغم عدم إيمانه بالأغلبية الضيقة، حيث لم يكن عرار عنصرياً اواقليمياً، لكنه يشعر بالضيق لأن النخبة الأردنية التعلمه ابعدت عن منصاب الدولة في عهد الإمارة.
وذهب وصفي التل إلى الجامعة الأمريكية في بيروت، وفي الخامس عشر من أيلول 1941 عين وصفي التل معلم في وزارة المعارف في الدرجة الثامنة، فباشر عمله في مدرسة الكرك ثم نقل إلى مدرسة السلط الثانوية.
وكان كلوب باشا قد رفض دخول وصفي إلى الجيش عام 1942.(4)
وقد ثبت أن وصفي كان يتبرع براتبه إلى جنوده الذين قاتلو معه في فلسطين، وقد وصف أن العرب قد نسيو أمرهم، وتسلم بعد حرب فلسطين وظيفة مأمور إحصاء بالدرجة السادسة، وفي عام 1953 عمل في الدائرة العربية، وقد كان يستطيع تجميع مبالغ كبيرة ولكنه رفض كل محاولات الرشوة ورفض السير في طريق الفساد.
وقد تولى وصفي التل منصب مدير عام الإذاعة الأردنية في السابع عشر من أيار 1959، (5) ووقف وصفي التل وراء إنشاء مكتبة أمانة عام التي أصبحت من أكبر المكتبات على الإطلاق.(6)
وقد تزوج ب سعديه الجابري ابنة الزعيم السوري إحسان الجابري.(7)

وقد تولى وصفي التل الحكومة الأولى له في الثامن والعشرين من يناير 1962 وتكونت من:-
1- وصفي التل _ رئيس الوزراء ووزير الدفاع
2- الدكتور حازم نسيبه _ وزير الخارجية
3- الشيخ إبراهيم القطان _ وزير التربية وقاضي القضاة
4- داوود أبو غزالة _ وزير المواصلات
5- عز الدين المفتي _ وزير المالية والجمارك
6- محمد إسماعيل _ وزير الأشغال العامة
7_ عبد الوهاب المجالي _ وزير الاقتصاد
8- حنا خلف _ وزير العدلية
9- كمال الدجاني - وزير الداخلية
10- الدكتور صبحي أمين عمرو - وزير الصحة
11- الدكتور خليل سالم _ وزير الشؤون الاجتماعية ووزير الدولة لشؤون رئاسة الوزراء
12- الدكتور قاسم الريماوي _ وزير الزراعة والإنشاء والعتمير. (1)
قدم وصفي بيان حكومته إلى مجلس النواب في السابع والعشرين من يناير، وقد رفض شعار التبعية القومية في سبيل استرداد فلسطين، لكن نواب الضفة الغربية الذين كانو اغلبية المجلس وجدوا فيها فرصة للمعارضة بسبب حرب اليمن، حيث كانت الأردن ضد المعسكر الشيوعي بقيادة مصر ضد الإنقلاب العسكري، ولكنه نجح في نيل الثقة.
وكانت ردة فعل وصفي حازمه في عدم التهاون في القضايا الداخلية، حيث استبدل أنور نسيبه ب فضل الدلقموني
وعيّن عادل الشمايلة متصرفاً للواء نابلس.
وقد صمدت زعامات الضفة الغربية من الموقف عن طريق مظاهرات لدعم أنور تزامناً مع اعتذارة عن المنصب الجديد، وقد أدت تلك الأحداث إلى استقالتة عدد من وزراء الضفة الغربية.
وقد قال وصفي التل في ذلك:-
على الرغم من أن مأساة الشعب الفلسطيني ليست عذرنا في الأردن مأساة شعب شقيق، وإنما هي مأساة الأردن اولاً واخيراً، فإننا نؤكد تمسك الحكومة بقدسية حق الشعب الفلسطيني في أرضة ووطنه وحق في تقرير المصير. (2)

واقليميا نجحت مصر في الثامن والعشرين من أيار 1964 بعقد مؤتمر وطني فلسطيني في القدس، أعلن فيه قيام منطقة التحرير الفلسطينية برئاسة أحمد الشقيري، وبهذا رجح عبد الناصر في وضع اللبنة الأولى للانفصال، وفي عام 1966 شكلت الحكومة الثالثة لوصفي التل وقد أصدر مرسوماً أن حكومته وحدها المسؤولة عن الشعب الفلسطيني، وطالب مصر بكف يدها عن القضية وطالبها بإغلاق مكتب منظمة التحرير الفلسطينية.
وقد كانت قد تشكلت لدى وصفي في أواسط الخمسينيات أن إسرائيل تخطط لفصل الضفة الغربية عن الأردن، وكتب في ذلك إلى صديقة سليمان النابلسي تصريحات لمسؤولين صهاينه في ذلك.
وفي حين عام 1968 أعد وصفي مذكرة تفصيليه حول نوايا إسرائيل في الأردن وطرق مجابهتها مضمناً اياها ولخص الحديث له مع الملك الحسين حلو الموضوع نفسه، ونشرت المذكرة كوثيقة في السادس عشر من آب عام 1968.
أكد وصفي في مذكرته أن إنهيار النظام في الأردن من ضمن الاستراتيجية الإسرائيلية بتخطيط مسبق أو دون إدراك.
ومن عوامل الاستراتيجيته:
1- عدم وجود مخطط شامل ضد الصهيونية
2- الميوعة العامة بسبب الفساد والمحسوبية والفوضى الإداريه والتهرب من إتخاذ القرارات الحاسمه.
3- جهات دولية عديدة ترى في إنهيار الأردن مفتاح لتصفية القضية الفلسطينية ونهاية ابديه للصراع في المنطقة.
4- الانهزاميون العرب الذين يتذكرون بالمصالح الضيقة وكيفية المحافظة عليها ويتناسون مسؤولياتهم تجاه فلسطين.
5- بعض الذين يروا في إنهيار الأردن نقطة البداية للقتال الثوري الطبقي.
6- شعور إسرائيل أن وجوده يمثل عائق امام تصفية القضية الفلسطينية فلا بد من ازالتها لتحقيق التسوية.
وقد بيّن التل أن مفتاح تشبيث العدو لأقدامه في الأرض المتحلة يستمر عبر استسلام الأردن أو إنهيار النظام الحاكم فيها، وأبدى اسفاً للنظرة الإسرائيلية تجاه الأردن بأنه الحلف الأضعف في المنطقة.
كان وصفي معادي للحركة الناصرية في هجومها على الأردن، وقد وصل الإعلام المصري في حينها بأن وصف الأردن «إن الكيان الأردني غير طبيعي» وهي مقولة قيلت منذ سايس بيكو، وكان رده القوي على ذلك أننا كمؤمنين بالوحدة العربية نعد كل كيان عربي غير طبيعي.
وقد كان وصفي يمقت سياسة عبد الناصر الذي كان يفرض رأيه على الزعامات العربية ترغيباً أو ترهيباً ولكن رغم ذلك كان في عام 1956 طالب بالمشاركة في الدفاع عن مصر اثناء العدوان الثلاثي عليها. (1)

وصل وصفي التل إلى الحكم من خارج النادي السياسي التقليدي الذي احتكر السلطة لنصف قرن، وكان يتصف بالحدة والنزاهة والإخلاص في العمل، وهو شخصية غير قابلة للفساد والرشوة.
في الثاني والعشرين من شهر شباط عام 1962 طلب وصفي التل الثقة من مجلس النواب وقدم عنوان «الأردن النموذج» وقد تعهد فيه :-
1- محاربة التسلط والإحتكار وإزالة القيود المركزية وتحرير اليات الحكومة من المحسوبية والإحتكار وإزالة القيود المركزية.
2- تحرير اليات عمل الحكومة من المحسوبية وإضافة وزارتي التخطيط والتنفيذ.
3- بناء طرق تربط المدن بالريف وتساعد الفلاح على نقل الإحتياجات إلى مركز التسويق.
وقيل لوصفي ان حكومتك تتعرض لهجمة شرسة بسبب حرب اليمن فرد «لا بارك الله في مجلس يخلو من المعارضين» اما المعارضة بسبب حرب اليمن فرد عليها اننا ماضون بقناعتنا ولن يؤثر علينا شيء. (1)
وقبل جلسة الثقة ظهرت مؤشرات على أن عدد من النواب قرروا حجب ثقتهم، وقيل له انه يجب أن يقوم ببعض الاتصالات مع النواب لكي يضمن ثقتهم، لكن وصفي رفض بسبب أن هؤلاء النواب سيطلبون منه واسطة أو خدمة ما مقابل ثقة النواب، وقال وصفي " لقد اغلقنا دكاكين الواسطات ولا نريد أن نفتحها من جديد.
وقد حصلت حكومته على ثقة 55 نائب وواستنكف نائب واحد عن التصويت لكن الحكومة حلت في تشرين الأول من عام 1962.
وقد بدأ وصفي بجولات إلى مناطق مختلفه في المملكة بعيداً عن مراكز محاولة بناء جسور الثقة بين المواطن والحكومة.
وقام وصفي بمشاريع في البنية التحتية للدولة خلال 8 أشهر منها :-
1- إنشاء البنك المركزي الأردني عام 1962، بعد أن كانت تطبع في بنك بريطانيا.
2- بناء الجامعة الأردنية.
3- تحقيق مجانية التعليم.
4- طباعة الكتب المدرسية.
وقد شرع على العمل على استقلال اقتصادي لا زالت اثارة حتى اليوم.(2)

تميز إختيار وصفي للوزراء عن الذين سبقوه بأن يختار الكفائة وليس حسب الوجوه الساسية، وقد كان معدل أعمار الوزراء بالاربعين، ومن ابرز الوجوه كمال الدجاني وزير الداخلية. (1)
كما عمل وصفي التل على تنظيم الجهاز الإداري، حيث قام بتعديل الوظائف الحكومية وقام بإزالة الترهلات في الدولة ومحاربة الفساد، وقام بنقل الموظفين حسب الكفائة والحاجة، وكان عدد الذين فصلو 200 موظف و90 احيلو على التقاعد وقام بإعادة 19 بعد ثبات براءتهم وقد كتب اعتذار لهم.
ولإصلاح الجهاز الحكومي قام بالإستعانه بالخبير البيرطاني اريك فرانكلين، ولمكافحة الرشوة قام برفع الرواتب مقابل زيادة ساعات العمل حيث كانت 36 ساعة اسبوعياً إلى 42 ساعة تكون الفترة الصباحية لإستقبال المواطنين، والمسائية لإنجاز المعاملات، وقد وفر حوالي 1000 وظيفة.
خلقت هذه الإجراءات تضمر بعض موظفي الدولة خاصة بسبب الدوام المسائي، لكنه أصر على رأيه في حقه بزيادة ساعات العمل، وقد اقترح 5 حلول على المواطنين ليختاروا واحد منهم. (2)
محاربة الفساد وكان وصفي يتصف بالشدة في محاربة الفساد، وقد قام بعقد إمتحان للراغبين بالإلتحاق بالسلك وزارة الخارجية بهدف رفع كفائة السلك الدبلوماسي (حتى يضيق المجال أمام الفاسدين واصحاب الواسطات) وقد أعلنت جريدة فلسطين في الحادي عشر من آذار عام 1962 أسماء الناجحين، وكانوا جميعاً من الأكفياء.(3)
وقد أصدر قرار بوضع تعرفه ثابته لأجور النقل في جميع أنحاء المملكة ومنع الباصات بالتوقف في وسط العاصمة كي يمنع أصحاب الشركات الذين لا يملكون حق الوقوف في منتصف العاصمة.
فزاره ثلاث من المتنفذين أصحاب الشركات ليثنوه عن قراره يحملون شيك ب 8000 دينار كهدية آملين أن يغير رأيه فاستقبلهم ضاحكاً وكتب بالحبر الأخضر «خلف الشيك» يوضع في خزنة الدولة.
وقد برزت ازمة مياه في إربد صيف عام 1962 فبعد أن كانت تعتمد سابقاً على مياه الأمطار التي يخزنها السكان في الآبار، لكن المدينة توسعت كثيراً فقام وصفي التل بجر مياه الأزرق إلى إربد بعد ان كانت تذهب هدراً، حيث استفاد من انابيب شركة نفط العراق بعد الحرب العالمية الثانية، ثم حدثت حرب 1948 وتوقف المشروع.
وكانت القدس تعاني ازمة مياة، وفي نيسان عام 1962 اطلت الأزمة برأسها من جديد وكان الحل عند وصفي بسحب المياة من عين الأغوار قرب الخليل، وقد طلب من اميركا وبريطانيا المساعدة في الحصول على 45 كم من الأنابيب بأسرع وقت وقد وصلت من أمريكا خلال شهور قليله.
وقد ابتدأ وصفي خطواته الأصلاحيه بأن حل مجلس أمانه العاصمة، وقبل استقباله حسني سيد والكردي رئيس اللجنة بشير الشريفي ومنحه صلاحيات أمين العاصمة، وأما الأعضاء السبعة الباقون شخصيات معروفه منها منيف الرزاز. (4)
وقام وصفي بتدخلات مهمه في الأجهزة الأمنية وقام باستعمال رجال القوات المسلحة في بناء السدود وبناء مدينة جرش الأثرية. (5)

## الوضع الاقتصادي في الأردن
شهدت موازنة الأردن رغم الظروف العصيبه ارتفاع واضح، حيث كانت في عام 1960 أكثر من 35 مليون دينار لكنها انخفضت إلى 29 مليون عام 1962، وقد عادت إلى الإرتفاع في العام اللاحق إلى 43 مليون ونصف ووصلت في عام 1964 إلى 47 مليون ونصف، وزادت في عام 1965 إلى 58 مليون ونصف وانخفضت عام 1966 إلى 53 مليون وارتفعت عام 1967 إلى 69 مليون، وارتفعت بشكل أكبر عام 1968 إلى 84,600 مليون.(1)
وفي السنة االتالية 1965/ 1966 كانت الواردات المالية 56 مليون لكن الواردات الداخلية 44 مليون ونصف حيث كان النقص حوالي 11 مليون حيث كانت الواردات المحلية 1965 /1966 حوالي 26,7 مليون، اما سنة 1966/ 1967 حوالي 23,8 مليون.
وقد كان معظم دخل الدولة من الجمارك والضرائب.
اما كانت مصاريف بعض الوزارات والمؤسسات في هذا العام كما يلي :-
مجلس الوزراء 66,300
وزارة الداخلية 700 ,120
وزارة الدفاع 0,534
وزارة السياحة 18765,000
وزارة التربية والتعليم 9,174,100
وزارة الأشغال 908,110. (2)
ولدينا بعض المؤشرات على تطور الاقتصاد الأردني حيث بلغ إنتاج مصفاة البترول عام 1961 حوالي 181 الف طن وكمية مضاعفه عام 1964، اما الفوسفات فقد حققت نهضة كبيرة حيث كانت صادرات الأردن عام 1961 حوالي 320 طن، وبلغت عام 1964 حوالي 660 طن وبلغت عام 1970 ضعف سنة 1964 وقد بلغ إنتاج الأردن من الأسمنت عام 1965 حوالي 320 الف طن.(3)
وقد كانت الواردات المقدرة عن عام 1966.... 55,091,794
اما الواردات الفعلية 35,359,714 حيث بلغ النقص 19,732,080
وقد كانت مجموع المساعدات والقروض 26,877,936 ولكن ما دفع فعليا منها 12,048,819 وكانت الجمارك والمكوس 11,653,824 وقد بلغت ضرائب 3,261,800.
اما عام 1962 فقد بلغت الواردات المقدرة 83,938,997 اما الواردات الفعلية فقد كانت 70,199,311 شاملة للمساعدات والقروض وقد بلغ النقص 13,239,688 وقد كانت الجمارك والمكوس 12,364,812 والضرائب 3,045,718. (4)

اما سنة 1968 فقد كانت الواردات المقدرة 74,792,960 والواردات الفعلية 71,018,997 وبلغ العجز 3,773,963 ومجموع الواردات الفعليه 26,269,566 وبلغت الجمارك والمكوس 13,058,553 والضرائب 3,127,948 وقد كانت المساعدات عام 1968 26,749,431
وقد بلغت الواردات المقدرة لعام 1969.... 84,141,118 اما الواردات الفعلية 84,529,300 وكانت هناك زيادة 388,272 وقد كانت المساعدات قد بلغت 43,609,211 وبلغت الجمارك والمكوس 16,524,514 والضرائب 2,705,444.(1)
وفي خطاب العرش سنة 1960 أعلن الحسين عن تعبيد الطريق الصحراوي الكامل في نفس العام تم فتح وتوسيع 180 طريق.
وفي عام 1963 كانت عدة مشاريع سياحية في الأردن، في تلك السنة حيث تم إصلاح الكثير من الآثار الثمينة والمقامات الإسلامية، وإنشاء الاستراحات والمقامات والوحدات الصحية.
وقد اسهمت الحكومة بمليون دينار بإنشاء فندق الأردن في عمان والفندق الكبير في القدس وفندق العقبة. (2)
وقد أشار الحسين سنة 1964 خلال خطابه :
1- انه يؤمن بالحرية الأقتصادية للأفراد والجماعات.
2- تشجيع استثمار رؤوس الأموال المحلية والعربية والأجنبية وتوفير المناخ الملائم لتشيع الصناعة الأردنية.
3- توفير نفقات الدولة وتقديم المهام.
4- تنشيط أعمال الاستثمار والكشف عن مزيد من الاكتشافات.
5- إنشاء شركة للاستثمار في الفوسفات الأردني في الرصيفه والحسا وكل بقعه في الأردن لدمجها في شركة واحده لاحقاً.
6- تقديم الأردن مشروع البوتاس.
7- التقدم بالمسح الجيلوجي وتحديد أنواع المعادن وتوفير المياة الجوفية في مناطق المملكة.
8- دعم كشوفات البترول وتوقيع إتفاقية مع إحدى الشركات العالمية.
9- زيادة عائدات الأردن من الرسوم الجمركية.
10- إصدار قانون عدم جمع بين عائدات التقاعد وراتب الوظيفة.
11- أصبح للجامعة الأردنية محور ثابت.
12 إنشاء مباحثات تجارية بين الأردن وعدة دول منها سوريا والصومال.
13 إنشاء البنك المركزي الأردني.
14- قانون ضريبة الدخل الجديد الذي أقر سنة 1965. (3)
وفي عام 1965 تطورت الصناعة المحلية وزاد الاعتماد عليها، وفتحت الأسواق العالمية للتصدير، وزاد الدعم عن طريق المساهمة المباشرة والتسهيلات والإعفائات الجمركية وتم وضع خطة صناعية للسبع سنوات القادمة يشمل فن إدارة النظم الصحية لترخيص المصانع، وقد كان الموسم الزراعي في هذا العام جيد، وقد شهد هذا العام زيادة في دخل السياحة وزاد الدخل القومي بسببها وبسبب التحولات الخارجية، وتم إنشاء بنك الإنماء الصناعي.(1)

## الحياة الاجتماعية في الأردن
كانت الأردن تنقسم إلى أقاليم:-
1- الإقليم الأول _ عمان والزرقاء وتميزت بالكثافة السكانية والصناعة.
2- الإقليم الثاني _ القدس ورام الله وتميزت بالسياحة الدينية والزراعة.
3- الإقليم الثالث _ غور الأردن وتميز بالزراعة
4- الإقليم الرابع _ نابلس طولكرم جنين
5- الإقليم الخامس _ إربد وجرش عجلون والمفرق.
6- الإقليم السادس _ الحسا ومعان والعقبة.
شهد هذا العقد زيادة في عدد السكان بشكل كبير بسبب الحرب، حيث حصلت هجرة فلسطين إلى الأردن، مما أدى إلى عدة مشاكل في بنية الدولة منها :-
1- اختلاط استعمل الأرض
2- نقص المناطق المفتوحه والمساحات الخضراء
3- تعقيد حركة المرور (المشاة والسيارات)
4- ضعف مستوى المنافع العامة
5- تزايد الهجرة إلى المدينة
6- عدم توازن النمو وسوء توزيع المناطق
7- قلة الموارد المائية والخبرات التقنية
8- نقص الخدمات العامه
السنة الموازنة
1964 ثلاث مليون وثلاثة عشر الف
1965 ثلاث مليون وخمسمائة الف
1966 ثلاث مليون وثلاث مئة الف
1967 ثلاث مليون وتسعمائة الف
1968 ثلاث مليون وثمانمئة وخمس وتسعون الف

وقد شهدت هذه الفترة هجرات إلى عدة مدن مثلا عمان والزرقاء والعقبة، شهدت هجرة إليها لعدة أسباب مثل :-
1- اللحاق بالأسرة
2- بسبب الوظيفة
3- البحث عن العمل
4- التعليم وغيرها
وكانت في تلك الفترة وجود للجمعيات الخيريه والاجتماعية
وقد كان عدد سكان الأردن في هذه الحقبة :
السنه عدد السكان
1960 1724868
1961 1760252
1962 1787646
1963 1860493
1964 1882511
1965 2016618
1966 2100801
1967 2071000
1968 2133000
1969 2250000
ويظهر زياده سكانيه واضحه (2)

## التعليم في عهد الحسين
ومن أهم معالم التعليم في عام 1960 ما يلي :
1 - تم زيادة صف سادس يغني الراغبين في الدخول إلى الجامعات عن المرور بالصفوف التوجيهية في الخارج.
2- قسمت الدراسة في الصفين الثانوية إلى علمي وأدبي.
3- زاد الاهتمام بالتعليم المهني والزراعي والصناعي والتجاري
4- إنشاء مدرسة صناعية في مدينة إربد وبوشر التعليم فيها، ومدرسة نابلس.
5- افتتاح 3 مشاغل زراعية للطلاب بالأضافة إلى الثلاث الموجودات سابقاً.
6- تأسيس كليتين واحده للعلوم في عمان وأخرى للمعلمات في رام الله
7- ظهور نية لتأسيس كلية زراعية في عمان تكون نواة للجامعة الأردنية في المستقبل. (1)
وقد قال الحسين في خطاب العرش في 1/11/1961 :-
1- رفعت الوزارة الدراسة الثانوية إلى 3 سنوات
2- زيادة إمكانية استيعاب المعلمين إلى الضعف
3- زيادة عدد الطلاب
4-انبعاث مائتين وثمانية للدراسة الجامعية
5- تنظيم دورات صفيه لألف وخمسين معلم
الأرادة السامية بتأسيس الجامعة الأردنية 2/9/1962 م
1 تؤسس في المملكة جامعة تدعى (الجامعة الأردنية) يكون مقرها في الجبيهه
2- تأسيس لجنة لرعاية شؤون الجامعة.
وقال الحسين في خطاب العرش 1/12/1962 أن لدى الأردن 14 الف طالب في جامعات العالم مما يسهل تأسيس الجامعة الأردنية. (2)
حث الحسين على الطلاب ان يهتموا بالعلم والتعليم وأن يبتعدو عن الملهيات مثل المؤثرات الغربية
وفي خطاب العرش 2/11/1963 تم فتح خمسين مدرسة جديدة في مختلف الألوية ليصبح عدد الدارس 1360 مدرسة تضم اجنحتها 238142 طالب وهي اعلى دولة في الشرق الأوسط قد تولت الوزارة حق تأليف الكتب ونشرها على الطلاب مجاناً وبيعها بسعر الكلفة للمدارس الخاصة.
عام 1963 تم إقامة كليتين للتجارة والعلوم، بالإضافة للأدب التي موجوده مسبقاً. (1)
سنة 1966 بلغ عدد الطلاب في الخارج 22,500 و1800 طالب في الجامعة الأردنية و95 خريجاً.(2)

## السياحة والآثار
اهتم الحسين بالسياحة حيث أشار إلى دورها المهم في الموازنة، وانها ركن أساسي فيه، وأن الملك يرحب دوما بالسياح القادمين للملكة من بقاع الأرض سنة 1963 (3)
بلغ عدد السياح الذين زارو الأردن سنة 1960.... 100 الف
وعام 1965.... 500 الف / الدخل حوالي 15 مليون
الاتصالات والنقل
شهد العقد السادس من القرن العشرين نهضة حقيقيه في نطاق الاتصالات والنقل حيث ازدهر ميناء العقبة، وأصبحت الحركة التجارية تعتمد عليه، وتم تطوير النقل الجوي.
وفي عام 1960 تم افتتاح 19 شعبة بريدية جديدة في المناطق القروية وكان لهذه الشعب أهمية بالغه في ذلك الزمان.
وشهد عام 1961 توسعة للميناء الأردني بملبغ مليون و350 الف دينار من قبل الحكومة الألمانية. (4)
بلغ عدد شعب البريد عام 1965... 164 شعبة.
عام 1966 تم تزفيت الشوارع بطول 378. (5)

## الجانب الصحي
يتمتع الأردن بمستوى صحي مرتفع إذا قيس بفيره من البلدان الناميه، حيث قطعت الوزارة مستويات الخدمات الصحية العلاجية والوقائية التي توفرها للمواطنين خلال العقد الستيني.
حيث تطورت الخدمة في أمراض الملاريا وصحة البيئة والأمومة والطفولة والصحة المدرسية، ومؤسسة الامصال والمطاعيم وقسم الأمراض الصدرية مختبر الصحة العامة، وقد زاد اقبال المواطنين على المطاعيم والتلقيح ضد الأمراض السارية نظراً لوجود مؤسسة الامصال والمطاعيم التي زودت في كافة المراكز الصحية في البلاد بالمطاعيم واللحقاحات المختلفة.
وقد زاد عدد الأطباء في الوزارة التي تعاقدت بدورها مع اخصائيين في مجالات الطب المختلفة.

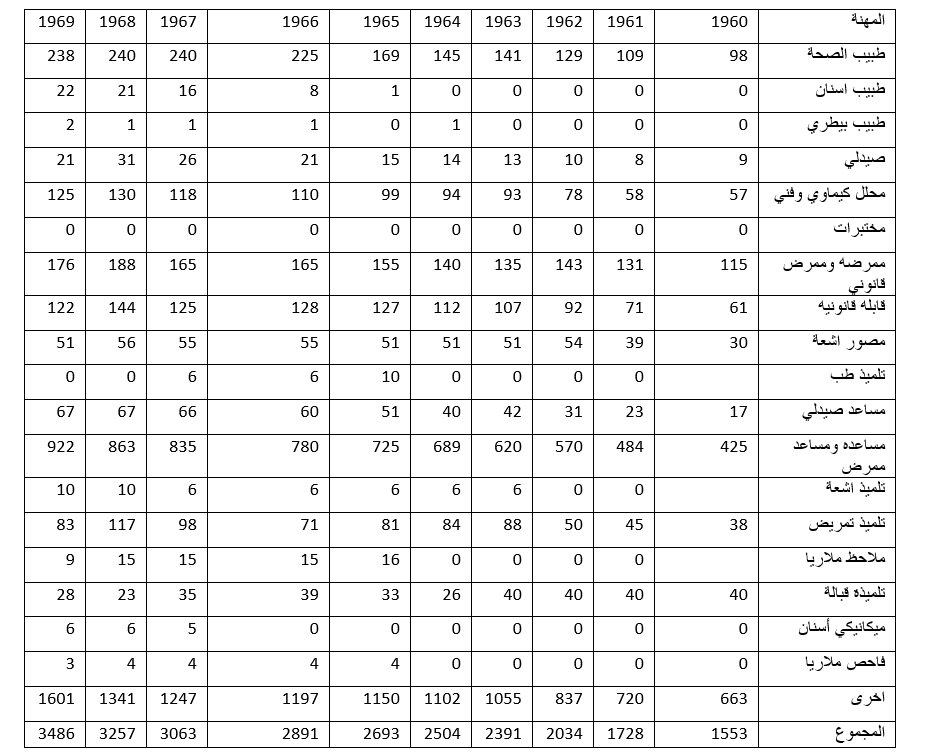

وقد نهضت الوزارة بمستوى التدريب والتعليم حيث أصبحت مدرسة التمريض كلية للتمريض عام 1966 وخرجت الأفواج تلو الأفواج كما أرسلت بعثات خارجية.
من مشاريع وزارة الصحة خلال تلك الفترة:-
١- مشروع استئصال الخلايا
٢- مشروع مراكز الأمومة والطفولة
٣- مشروع مكافحة السل
٤- مشروع التأمين الصحي
٥- مشروع توسيع كلية التمريض
٦- مشروع بناء مستشفى عمان الكبير
٧- مشروع اجهزة المديرات التابعه لها
يوجد عدد من القطاعات الصحية في الأردن يمكن حصرها في 3 مجموعات :-
١- القطاع الرسمي (الحكومي)
```
أ- قطاع وزارة الصحة
ب- قطاع البلديات
ج- الخدمات الطبية في الجيش
د- قطاع وزارة الإنشاء والتعمير
و- قطاع وزارة الشؤون الاجتماعية
```

٢- القطاع الشبه رسمي
٣- القطاع الخاص
لقد زاد عدد سكان الأردن من عام 1965 إلى 1969 بزيادة إجمالية 525,132 أي بزيادة سنوية تقدر ب 52 الف وبسبب هذه الزياظة كان يجب على الحكومة زيادة المرافق الصحية وتطويرها بما يناسب هذه الزيادة.
الوفيات :
لم تكن احصائيات الوفيات في تلك الحقبة دقيقه، بسبب ان كثير من الحالات لا يبلغ عنها خاصه بين البدو والرحل بسبب طبيعة حياتهم، رغم أن التبليغ في تلك الحقبة من مسؤولية 4 أشخاص هم :-
١- الطبيب
٢- المختار
٣- القابلة
٤- ولي الأمر (1)
السنه الوفيات
1960 11965
1961 12348
1962 12133
1963 11697
1964 11380
1965 10679
1966 10116
1967 7383
1968 6303
1969 6430
يلاحظ في هذه الفترة من سنة 1960 إلى 1969 انخفاض ملحوظ في اعداد الوفيات بسبب التطور الصحي في المملكة، حيث انخفضت عدد الوفيات من عام 1960 حيث كانت 11965 إلى 6430 أي بفارق 5535 وهو فارق ممتاز رغم زيادة اعداد السكان، فتطور القطاع الصحي بمنعكس طردي مع اعداد الوفيات.
لكن الإحصاء من 1/5/1967 بدأ يحتسب في شرق الأردن فقط ويلاحظ زيادة نسبية في هذا العام بسبب الحرب العربية - الصهيونية حيث استشهد الكثير من الأردنيين.
وفيات الأطفال:-
انخفض عدد وفيات الأطفال من 4198 عام 1960 إلى 3420 عام 1966، وقد أثر ذلك على عدد الرضع فبعد ان كان 53,5 في الالف عام 1960 فأصبح 36,3 في الألف عام 1966 كما انخفض عام 1967 عما كان عليه في السنة السابقة حيث وصل إلى 30,7 في الألف.
اما عامي 1968 و1969 حصل انخفاض كبير في اعداد الوفيات بين الأطفال والرضع.
وقد انخفض معدل وفيات الرضع إلى 26,6 في الألف عما كان عليه سابقا.
مع العلم ان معدل الوفيات في الخمسينيات لم ينخفض عن 65 بالألف ان لم يكن أكثر.(1)
ميزانية وزارة الصحة :-

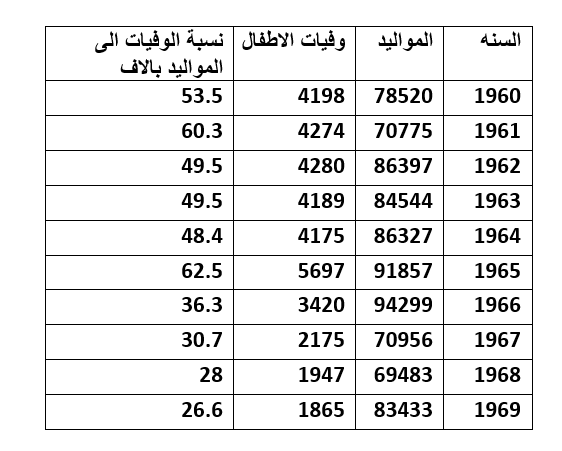

شهدت وزارة الصحة زيادة في ميزانيتها، وصلت إلى ضعف ميزانية 1960 في عام 1969.
حيث كانت الميزانية في عام 1960 مليون وارتفعت بمقدار 71 الف في عام 1960، اما في عام 1962 وصلت إلى مليون و200 الف، اما في 1963 وصلت إلى مليون وخمسمائة واحد عشر الف، لكن في العام التالي شهدت الموازنة انخفاض حيث أصبحت مليون واربعمائة وثمانية الاف، اما في عام 1965 عادت للإرتفاع إلى مليون وتسعمئة وثماني وعشرين الف دينار، رغم انفصال الضفة بسبب الحرب.
وفي عام 1968 وصلت إلى مليون وتسعمئة وتسعة وتسعون الف وانخفضت في العام التالي إلى مليون وتسعمئة وثماني وثمانين الف.
الطب الوقائي :- من أهم التحولات في هذا المجال خلال العقد الستيني:-
١- نقص عدد إصابات السل وذلك بسبب تأسيس قسم الأمراض الصدرية الذي كافح السل في المملكة.
٢- نقص عدد إصابات الملاريا بصورة كبيرة وذلك بعد تأسس مشروع الملاريا بهدف استئصال هذا المرض.
٣- زيادة الوعي لدى المواطنين وخصوصاً اقبالهم على التطعيم والتلقيح ضد الأوبئة والامراض السارية في العيادات ومراكز الأمومة في جميع أنحاء المملكة. (1)
عدد المستشفيات الحكومية:-

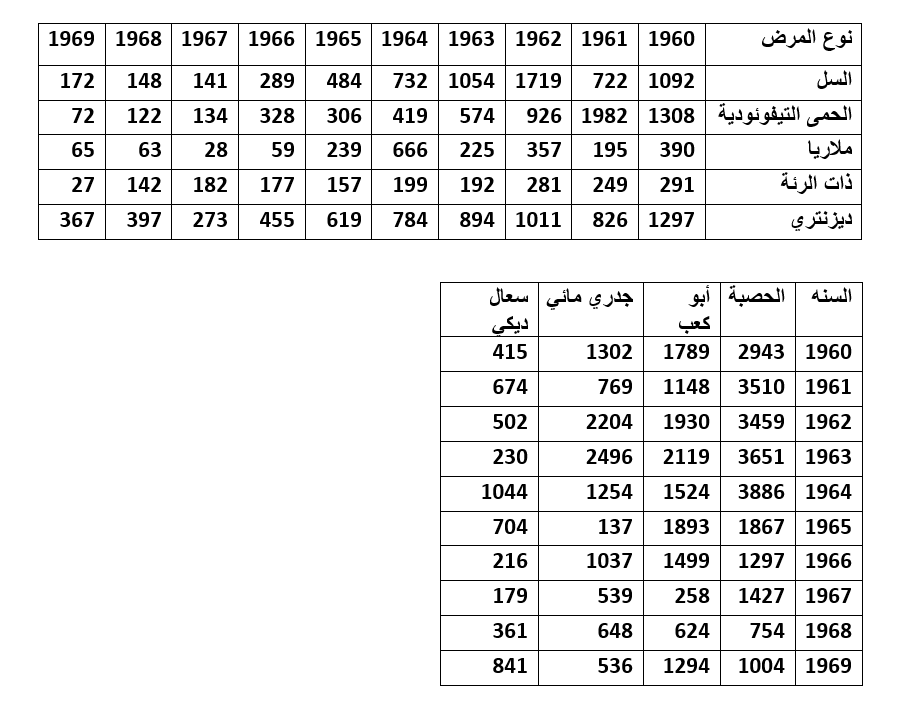

كان عدد مستشفيات المملكة في عام 1960 أربعة وعشرين مستشفى، وارتفع إلى 26 في العام التالي، وقد تدرجت بالازدياد حتى وصلت عام 1965 إلى 28 وانخفضت في العام التالي إلى 25 مستشفى وفي عامي 1967 - 1968 انخفضت إلى 16 مستشفى، وفي عام 1969 وصلت إلى 10 فقط.
- ملاحظة الانخفاض بسبب الدمج

وفي هذا العام كانت المستشفيات متوزعة في بعض المحافظات ومن هذه المستشفيات :-
مستشفى الأشرفية في عمان، ويحتوي على 485 سرير وهنا أكبر مستشفى في الأردن ويليه مستشفى الأميرة بسمة في إربد، ويحتوي على 120 سرير يليه مستشفى الحسين في السلط ثم مستشفى الزرقاء الحكومي الذي يحتوي على 90 سرير، ثم مستشفى الأمراض الصدرية في الفحيص 63 سرير.
اما مستشفى الصدري في عمان فيحتوي على 55 سرير يليه مستشفى معان الحكومي 50 سرير، ثم مستشفى الكرك الحكومي حيث 48 سرير يليه مستشفى العقبة 40 سرير واخيرا مستشفى الطفيلة ب 36 سرير. (1)
أجريت في عام 1960 اثنته عشر الف وثلاثمئة وسبعة عشر عملية جراحية في المملكة، ووصلت عام 1965 إلى حوالي 16676 من عام 1969 إلى 16832
كانت تتعرض المرافق الصحية في المملكة إلى اعتداءات عديدة تتسبب بإغلاقها. (1)

## نتائج هذه الحقبة
١- وصول أول حكومة برلمانية منتخبه عام 1956 برئاسة سليمان النابلسي.
٢- تغير مسار تلك الحكومة وتقاربها من التيار الناصري والإشتراكيين.
٣- تعرض الملك الحسين إلى محاولات اغتيال كثيرة وفشلها.
٤- نجاح اغتيال هزاع المجالي ووصفي التل.
٥- صعود تيارات شيوعيه فلسطينيه بدعم من جمال عبد الناصر ومعاداتها للأردن.
٦- خسارة الأردن حرب عام 1967 وإنتصارها في معركة الكرامة.
٧- التكتيك السيء للعرب في الحرب وعدم تفاهمهم.
٨- تفوق عسكري هائل لإسرائيل على الدول العربية في الحرب 1967.
٩-نجاح الأردن في الإنتصار على إسرائيل في معركة الكرامة عام 1968رغم الفارق العسكري.
١٠- حصول أحداث دامية في الأردن بين الجيش وبعض الفصائل الفلسطينية المسلحة.
١١- توالت على الأردن في هذه الحقبة ٢١ حكومة برئاسة تسعة رؤساء ووزراء.
١٢- الازدياد التدريجي لعدد الوزراء في الحكومة.
١٣- قيام وصفي التل بإصلاحات عظيمة في المملكة ومكافحته للفساد والرشوة.
١٤- ارتفاع كبير في الموازنة الأردنية من عام 1960 حتى عام 1970 وزيادة المصاريف على الدوائر الحكومية ومشاريع البنية التحتية.
١٥- زيادة واردات الأردن.
١٦- تسبب هجرة الفلسطينيين إلى الأردن اختلاط استعمال الأراضي ونقص المناطق المفتوحه والمساحات الخضراء وتعقيد حركة المرور وضعف مستوى المنافع العامة وتزايد الهجرة إلى المدينة وعدم توازن النمو وسوء توزيع المناطق وقلة الموارد المالية والخبرات التقنية ونقص في الخدمات العامة بسبب الزيادة الغير متوقعه.
١٧- الهجرات إلى مدن عمان والزرقاء والعقبة بسبب الوظيفة والتعليم واللحاق بالأسرة وغيرها.
١٨- زيادة عدد السكان حيث كانو في عام 1960- 1724868 واصبحو عام 1969 2250000
١٩- شهدت هذه الحقبة تطور في التعليم بشكل كبير واهتمام الملك الحسين فيها.
2٠- زيادة الدخل القومي بسبب السياحة.
٢١- زيادة عدد الأطباء والاهتمام بالإختصاص.
٢٢- قيام وزارة الصحة بعدد كبير من المشاريع.
٢٣- نقص الوفيات تدريجيا والاهتمام في الطب الوقائي.
٢٤- نقص وفيات الأطفال بسبب الاهتمام الصحي وانخفاض عدد الإصابات بأمراض كثيرة مثل الملاريا والسل وذات الرئة